# Aika Mitsui
Aika Mitsui (光井 愛佳, Mitsui Aika, Otsu, 12 de janeiro de 1993) é a vencedora da audição "Happy 8 Ki Audition" de Dezembro de 2006 e por conseguinte, um dos membros da Oitava Geração do grupo de J-pop Morning Musume.

## Biografia
Em 10 de Dezembro de 2006, Aika Mitsui conseguiu vencer as 5 finalistas da audição "Happy 8 Ki Audition" (6 originalmente, mas a Ayami Masuda desistiu) que lutavam por um lugar no Morning Musume.
Um artigo Publicado em 11 de Dezembro de 2006 revelou que Aika não iria estar presente no 57ª edição do Kōhaku Uta Gassen, mas iria estar presente no 32º Single das Morning Musume Egao Yes Nude, que foi realizado em 14 de Fevereiro de 2007.
Uma semana depois de serem revelados os resultados da "Happy 8 Ki Audition", Aika foi colocada num pequeno segmento do programa de televisão Hello! Morning. Nesse segmento ela revelou que o seu objectivo era cativar o público com a sua personalidade entusiastica e com o seu sorriso, e confessou que a sua rival era Kusumi Koharu.
Depois da sua primeira aparição num concerto das Morning Musume, Aika foi colocada num pequeno segmento do programa Oha Suta intitulado de I want to express my gratitude ("ありがとうを伝えたい", Arigatō o tsutaetai), que tinha o propósito de mostrar aos espectadores uma série de eventus ficcionais que sucederam ao seu aparecimento no primeiro concerto.
A sua primeira aparição ao público em geral foi em 8 de Fevereiro de 2007 com a aparição no Utaban, como parte das Morning Musume.
Em Outubro de 2007, Aika, juntamente com Niigaki Risa, Nakajima Saki e Chisato Okai (°C-ute), formaram o grupo Athena & Robikerottsu, que faria as aberturas e os encerramentos para o anime Robby and Kerobby. O grupo realizou 2 singles e, quando o anime acabou, desmembrou-se.
No episódio de Haromoni@ de 25 de Novembro de 2007, Aika conseguiu o papel de seiyū de Gurossan no anime Kirarin Revolution onde Kusumi Koharu era seiyū da personagem principal Kirari Tsukishima.
A 6 de Abril de 2008, o Hello! Project anunciou que Aika não estava capaz de actuar no Tour de Primavera de 2008, pois estava doente. Mais tarde, ao final da semana, foi descoberto que ela estava com apendicite e que estaria fora do mundo do entretenimento por duas semanas.
No início de 2009, foi anunciado que Aika, juntamente com Nakajima Saki (°C-ute), Kumai Yurina e Sugaya Risako (Berryz Koubo), formariam um grupo para promover o anime Shugo Chara!, o nome do grupo seria Guardians 4.
Em Julho de 2009, Aika foi escolhida para fazer parte da reformação do grupo Tanpopo#. Com ela, foram escolhidas também Kamei Eri, Yurina Kumai (Berryz Koubou) e Okai Chisato(°C-ute). Todos os membros do grupo partilhavam o kanji "井", daí que o símbolo "#" seja colocado à frente do Tanpopo.

## Trabalhos

### Música
Discografias: Morning Musume, Athena & Robikerottsu, Guardians 4 e Tanpopo#

### Televisão
- [2007] Hello! Morning
- [2007–2008] Haromoni@
- [2008] Berikyuu!
- [2008–2009] Yorosen!
- [2009-2010] Bijo Houdan
- [2010] Bijo Gaku

### Dublagens
- [2007] Gurossan no anime Kirarin Revolution

### Rádio
- [2007–2008] Morning Musume Mitsui Aika no Ai say hello (e-rádio)

### Teatro
- [2008] Cinderella the Musical
- [2010] Fashionable

## Curiosidades
- Mitsui Aika era o membro mais novo das Morning Musume, cujo título de mais nova ela ficou por 4 anos direto no grupo, até a entrada da Riho Sayashi.
- Na audição "Morning Musume Happy 8ki Audition" cantou na primeira ronda a canção "BLUE BIRD" (Ayumi Hamasaki); na segunda ronda cantou "Furusato" (Morning Musume): e na terceira ronda "Osaka Koi no Uta" (Morning Musume).
- Foi a avó dela que lhe escolheu o nome.
- Ficou grande amiga de Yoshisawa Hitomi, da qual tinha a imagem de uma irmã mais velha.
- Declarou-se a nova rival de Kusumi Koharu.
- O seu número favorito é o 397, porque era esse o seu número de entrada na audição. A mãe dela disse que ela havia ganhado a audição porque o número significava "desabrochar como uma flor" (Sa Ku Na = 397).
- Tem um pônei de pelúcia chamado Leo.
- Vive com a irmã mais velha em Toquio.
- Tem o hábito de falar sozinha.
- Tsunku afirmou que Aika só tinha ainda mostrado 62% da sua energia nas audições.